# جوني هولستون
جوني هولستون (بالإنجليزية: Johnny Houlston)‏ مواليد 1917-وفيات 1962، كان ملاكم محترف ويلزي صنّف ضمن فئة الوزن المتوسط بدأ مسيرته الاحترافية سنة 1935.

## إحصائيات
خاض خلال مسيرته 43 نزالا، فاز في 27 وتعادل في 6 وخسر في 10. فاز بالضربة القاضية في نزال واحد.

## روابط خارجية
- جوني هولستون على موقع بوكس ريك (الإنجليزية) (registration required)